# 費利克斯·法爾克
費利克斯·法爾克（波蘭語：Feliks Falk；1941年2月25日—），波蘭電影和戲劇導演，曾創作多部電影、舞台劇、電視劇和廣播節目劇本。法爾克為20世纪70年代波蘭電影浪潮的創始人之一，該浪潮被稱為“道德焦慮電影”。他最著名的電影包括《Wodzirej》（1977年）和《Samowolka》（1993年）。曾獲得過多項重要的電影製作獎項，1987年拍攝電影《年度英雄》並參加了第15屆莫斯科國際電影節，并获得了國際影評人協會獎和特别奖。